# John Irving
John Irving (Exeter, New Hampshire, 1942. március 2. –) kortárs amerikai író és Oscar-díjas forgatókönyvíró.

## Élete
John Irving John Wallace Blunt, Jr. néven született, nevét vadászpilóta édesapjáról kapta. Édesanyja, Helen Francis Winslow, egy betegápoló azonban még Irving születése előtt elvált. A fiú nevét hatéves korában változtatták meg hivatalosan, amikor is örökbe fogadta őt mostohaapja, Collin F. N. Irving történelemprofesszor.
1961-től a Pittsburghi Egyetemen angol irodalmat tanult, majd 1962/1963-ban két félévet Bécsben töltött, ahol ötleteket merített első regénye megírására. Idejét az állatkertben és kávéházakban töltötte (mivel a szobájában túlságosan hideg volt), motorozott és elolvasta Günter Grass híres művét, A bádogdobot. Ez inspirálta őt első regénye megírására: A Setting Free the Bears 1968-ban jelent meg. Az egyetem elvégzése után egyetemi állást kapott Vermont államban.
Az áttörést íróként negyedik művével, a Garp szerint a világgal (1978) érte el, amely T. S. Garp író és feminista édesanyja történetét meséli el. Ezt követően feladta egyetemi tevékenységét és főállású író lett. Legnagyobb példaképének Charles Dickenst tekinti.
1985-ben megírta az Árvák hercege című regényt, amelynek fő motívuma az abortusz, és amely az 1999-es megfilmesítéssel hozta meg számára az igazán nagy sikert. A forgatókönyvet Irving maga írta, amiért Oscar-díjat kapott; a rendező a svéd Lasse Hallström volt.
Irving második házasságában él, az elsőből kettő, a másodikból egy gyermeke van. Felváltva él Vermontban és Torontóban.

## Főbb művei
- 1968: Setting Free the Bears
- 1972: The Water-Method Man
- 1974: The 158-Pound Marriage
- 1978: Garp szerint a világ (The World According to Garp)
- 1981: The Hotel New Hampshire
- 1985: Árvák hercege (The Cider House Rules)
- 1989: Fohász Owen Meanyért (A Prayer for Owen Meany)
- 1994: A cirkusz gyermeke (A Son of the Circus)
- 1998: Widow for One Year
- 2001: A negyedik kéz (The Fourth Hand)
- 2005: Until I Find You
- 2009: Last Night in Twisted River
- 2012: In One Person
- 2015: Avenue of Mysteries
- 2020: Darkness As a Bride

## Magyarul
- Garp szerint a világ; ford. Bartos Tibor, utószó Abádi Nagy Zoltán; Árkádia, Bp., 1988
- A cirkusz gyermeke; ford. Fazekas István; Magyar Könyvklub, Bp., 1999
- Árvák hercege; ford. Pásztor Péter, Magyar Könyvklub, Bp., 2001
- A negyedik kéz; ford. Révbíró Tamás; Palatinus, Bp., 2007
- Fohász Owen Meanyért; ford. Falvay Dóra; Cartaphilus, Bp., 2011